# 北島孝久
北島 孝久（きたじま たかひさ、1956年10月30日 - 2015年7月29日）は、日本の元検事、弁護士。日本大学法科大学院教員。

## 来歴
大阪府出身で、京都大学法学部卒業後、1984年検事任官。同期に大坪弘道ら。東京地検特捜部での経験が長く、金丸事件・ゼネコン汚職事件・カネボウ粉飾決済事件などの大型事件の捜査を手がけた。公正取引委員会に出向したこともある。退官時の役職は東京地検特捜部副部長。2015年7月29日、癌のため死去。

## 人物
- ゼネコン事件や大蔵汚職を手がけた熊﨑勝彦元特捜部長の部下にあたり、現在は熊﨑勝彦総合法律事務所に所属する。
- 金丸事件においては 金丸信・自民党元副総裁の息子に隠し金庫の所在を自供させた。
- 堤義明・西武鉄道グループ元オーナーの証券取引法違反事件では堤の取り調べに当たった。
- 道路公団談合やカネボウの粉飾決算事件で指揮を執った。
- ライブドア事件を担当した時、強制捜査で現場の陣頭指揮を執った。この事件では100人態勢の捜査陣の仕切り役だったが、堀江貴文の取り調べ半ばで、東京高等検察庁付きとなり、2006年3月退官した。この捜査半ばでの異動・退官劇に関しては週刊誌等において様々な憶測記事が流れた。
- 2006年12月10日付『朝日新聞』において弁護士転身を報じる記事が掲載された。同記事によると、退官に関して、「真相を自ら説明するつもりは今もない」とのことである[2]。

## 経歴
- 1975年3月 - 大阪府立高津高等学校卒業
- 1979年3月 - 京都大学法学部卒業
- 1981年 - 司法試験合格
- 1984年4月 - 東京地検検事
- 1985年4月 - 和歌山地検検事
- 1988年4月 - 名古屋地検検事
- 1990年4月 - 浦和地検熊谷支部検事
- 1992年4月 - 東京地検特捜部検事
- 1995年4月 - 法務省刑事局 局付検事
- 1998年4月 - 鹿児島地検次席検事
- 2000年4月 - 東京地検特捜部検事
- 2001年4月 - 法務省刑事局参事官
- 2002年9月 - 公正取引委員会 審査部特別審査調整官
- 2004年10月 - 東京地検特捜部副部長
- 2006年3月 - 退官
- 2006年11月 - 弁護士登録。熊﨑勝彦綜合法律事務所入所
- 2007年4月 - 日本大学法科大学院教員就任